# Christopher Robin
Christopher Robin è il protagonista della serie letteraria di Winnie the Pooh ed un personaggio dell'omonima serie di film e cartoni animati della Walt Disney Pictures.

## Origine del personaggio
Christopher Robin era il nome del figlio dell'autore dei libri di Winnie the Pooh, lo scrittore inglese Alan Alexander Milne, che raccolse le storie sul figlio e sull'amato orsacchiotto Edward (ribattezzato Winnie the Pooh) nei libri Winnie Puh e La strada di Puh, dei quali Christopher Robin era l'indiscusso protagonista.
Nei libri è un ragazzino ed uno dei migliori amici di Winnie-the-Pooh. I suoi altri amici sono Ih-Oh, Kanga e Roo, Tappo, Pimpi, Uffa e Tigro. Nel secondo libro, ci sono indizi che Christopher Robin sta crescendo. Nel capitolo finale, gli abitanti del Bosco dei Cento Acri gli organizzano una festa d'addio dopo aver appreso che deve lasciarli presto. È implicito che frequenterà il collegio; Christopher Robin Milne, per il quale le storie sono state originariamente sviluppate, ha lasciato la casa per frequentare la Stowe School all'età di 9 anni.
Oltre a entrambi i libri di Pooh, il personaggio è stato immortalato in altre opere di AA Milne, inclusi due libri di poesie: Winnie the Pooh: Quando eravamo davvero giovani (1924) e Winnie the Pooh: Ora abbiamo sei anni (1927). Un arrangiamento di una delle poesie, Buckingham Palace, fu registrato per la prima volta da Ann Stephens nel luglio 1941. Petula Clark ne pubblicò una registrazione nel 1953 in concomitanza con l'incoronazione della regina Elisabetta II, e nonostante nessuno dei due facesse parte delle classifiche, entrambe le versioni furono popolare nel programma Children’s Favourites della BBC Radio.
Christopher Robin è allegro, compassionevole, avventuroso, amante del divertimento, fantasioso e disponibile. Nonostante sia un bambino, è molto più saggio e maturo di molti altri personaggi, ed è qualcuno che Pooh e gli altri ammirano. Nelle illustrazioni del libro, la sua casa appare come un albero cavo con una porta in cima alla foresta.

## Riadattamento Disney
Nel 1966 la Walt Disney Pictures distribuì il primo corto intitolato Winnie Puh, orsetto ghiottone, basato sui lavori di Milne (con alcuni riadattamenti), ma in cui il protagonista era l'Orso Puh e non più Christopher Robin, "declassato" a personaggio secondario, scelta che segnerà tutta la fortunata serie di cartoni Disney. A volte appare solo in poche scene o episodi; nel film Winnie the Pooh e gli Efelanti, appare solo durante i titoli di coda. La sua personalità è praticamente la stessa dei libri, ma frequenta la scuola materna invece del collegio.
La camera da letto di Christopher Robin, ma non lo stesso Christopher Robin, appare nelle sequenze di apertura live-action. Nel mondo all'interno dei suoi libri di fiabe, la sua casa appare proprio come nelle illustrazioni di E. H. Shepard.
Le nuove avventure di Winnie the Pooh lo reimmagina come un ragazzo americano che vive nella casa di periferia di 100 Acre Road il cui cortile si collega direttamente al Bosco dei Cento Acri. Anche sua madre appare nella serie e Robin è apparentemente il loro cognome in quella continuità.
Alcuni di questi elementi sono stati riutilizzati per Il libro di Pooh, ma gli animali sono ancora una volta personaggi del libro di fiabe di Christopher Robin. La sua casa sull'albero cavo non compare in entrambe le serie.
Christopher Robin è apparso in House of Mouse - Il Topoclub con i suoi amici, ma è l'unico personaggio principale di Winnie-the-Pooh a non apparire anche nella serie di videogiochi di Kingdom Hearts; in questa continuità, il libro di Winnie-the-Pooh appartiene a Merlino e il ruolo di Christopher Robin è interpretato principalmente da Sora. Appare solo in due episodi di I miei amici Tigro e Pooh ma in tutta la serie è assente e viene sostituito dalla sua amica più giovane Darby, un'esuberante ragazza dai capelli rossi che è la protagonista e conduttrice della serie.
Il suo aspetto è stato aggiornato per il film del 2011.
Nel crossover della Dottoressa Peluche: Nel bosco dei cento acri! (episodio della quarta stagione), Christopher Robin visita l'ospedale per giocattoli della protagonista (Dottie) alla ricerca di Pooh, che è stato ricoverato come paziente. Christopher Robin e Dottie legano grazie alla loro capacità di comunicare con i giocattoli. Il personaggio è doppiato, nella versione originale, da Oliver Bell.
Ewan McGregor ha interpretato una versione adulta del personaggio nel live-action del 2018 (sempre della Disney): Ritorno al Bosco dei 100 Acri, mentre Orton O'Brien interpreta il personaggio da bambino. In quest'adattamento cinematografico, l'ormai adulto Christopher è un dirigente che si occupa di efficientamento presso un'azienda che produce valigie, ha creato una famiglia e si é lasciato alle spalle Il Bosco dei Cento Acri e l'orsetto Pooh: lo rincontra nuovamente perche lo aiuti a cercare i suoi amici. Una volta tornati insieme, Christopher trascorre dopo tanto tempo ore spensierate con i suoi amici. Tigro, prende per sbaglio i suoi documenti e Pooh, insieme Pimpi , I Oh e Tigro cercano di riportarglieli. Alla fine, lo aiuta a escogitare un piano per ridurre significativamente le spese della compagnia. Christopher, porta la sua famiglia a fare un Pic nic nel bosco dei cento acri.